# Stadhuis van Gent

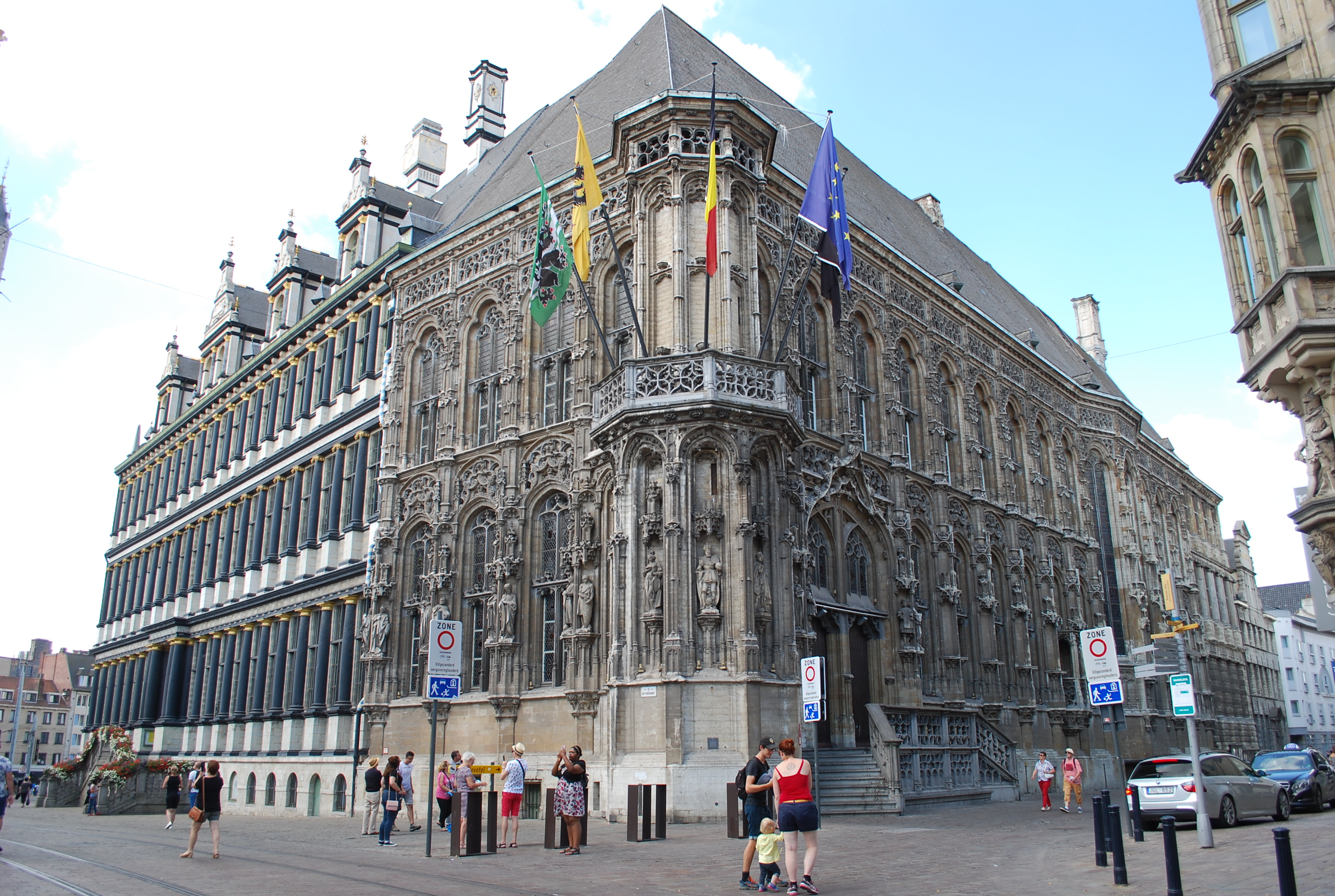
Het stadhuis van Gent, met het schepenhuis van Gedele (links) en het schepenhuis van de Keure (rechts)

Het stadhuis van Gent is een vierzijdig complex van gebouwen, omgeven door de Botermarkt, de Hoogpoort, de Stadhuissteeg en de Poeljemarkt. De voornaamste vleugels zijn het laat-gotisch schepenhuis van de Keure en het schepenhuis van Gedele in Renaissancestijl. Het gebouw bevat 51 zalen en is in beheer van Historische Huizen Gent.

## Indeling
Het schepenhuis van de Keure (hoek Botermarkt-Hoogpoort) werd in laat-gotische flamboyante stijl gebouwd tussen 1519 en 1539 naar een ontwerp van Rombout II Keldermans en Dominicus de Waeghemaekere. De gevelnissen bevatten de beelden van de graven van Vlaanderen. De negentien beelden werden aan het einde van de negentiende en het begin van de twintigste eeuw gemaakt.
Het schepenhuis van Gedele (hoek Botermarkt-Poeljemarkt) is een product van de Renaissance en werd gebouwd tussen 1595 en 1618. De gevels worden gekenmerkt door een schoolse toepassing van opeenvolgende Toscaanse, Ionische en Korinthische driekwartzuilen en pilasters, geïnspireerd op de vormgeving van de Italiaanse renaissance-palazzi.
Andere onderdelen van het stadhuis zijn ouder. Een kelder op de hoek van de Hoogpoort en de Botermarkt (vermoedelijk een overblijfsel van het huis Cardeloet) is waarschijnlijk van voor 1100. Het oudste bovengrondse deel in het midden van het complex dateert uit 1482. Zelfs Viollet le Duc ontwierp er een schoorsteen. Er is de Pacificatiezaal waar in 1576 de Pacificatie van Gent werd afgekondigd.
Belangrijke zalen in het complex zijn:
- Pacificatiezaal
- Arsenaalzaal
- Kabinet van de burgemeester uit 1728
- Troonzaal
- Ontvangstsalon (vroegere ledenkamer van de Staten van Vlaanderen)

Aan het einde van de negentiende eeuw bestonden plannen om het stadhuis een neogotische gevel mee te geven aan de kant van de Poeljemarkt. Wegens geldgebrek zijn deze uiteindelijk in een la blijven liggen.

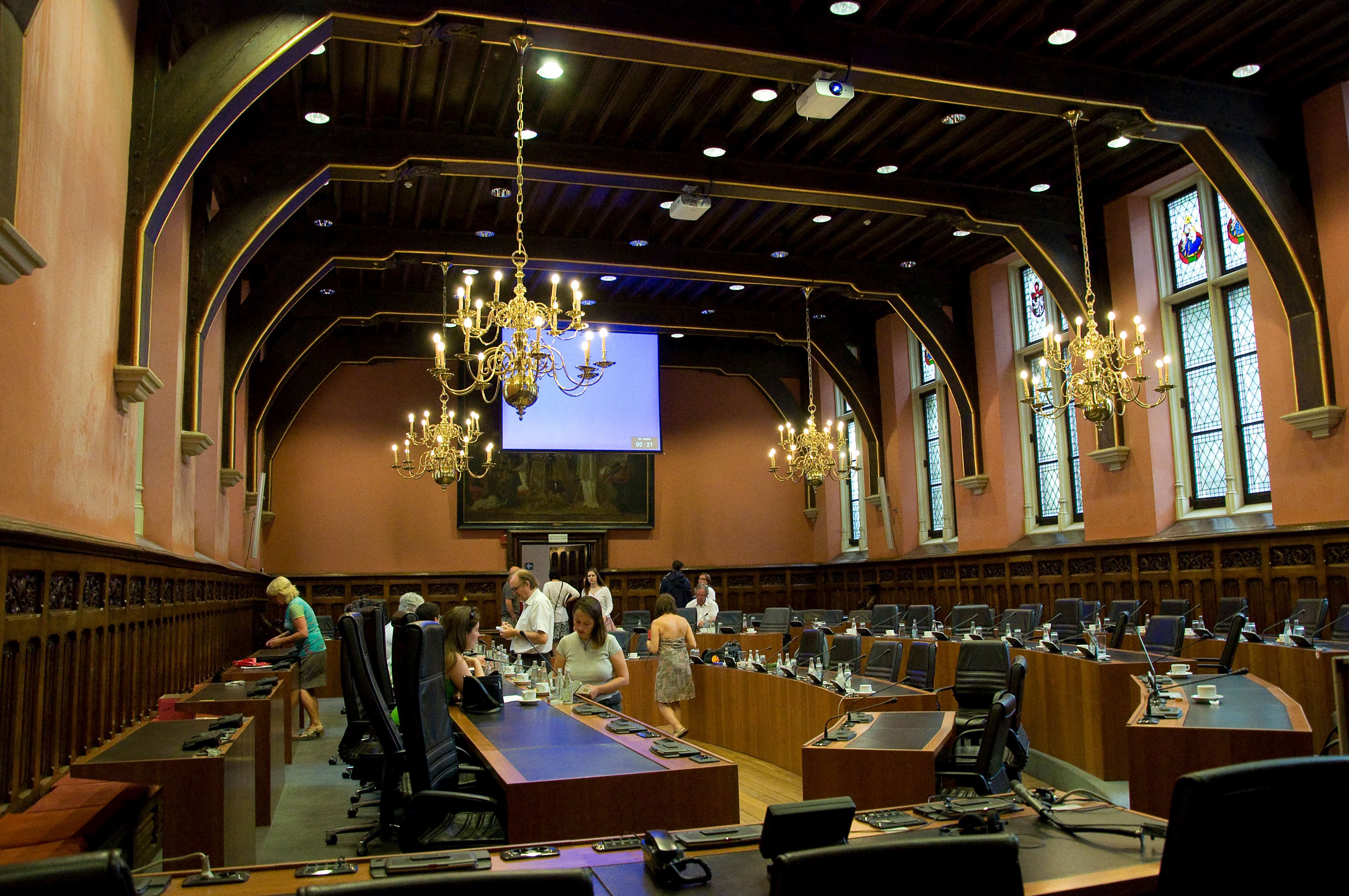
Voormalige collegekamer van de Keure, nu Gemeenteraadszaal
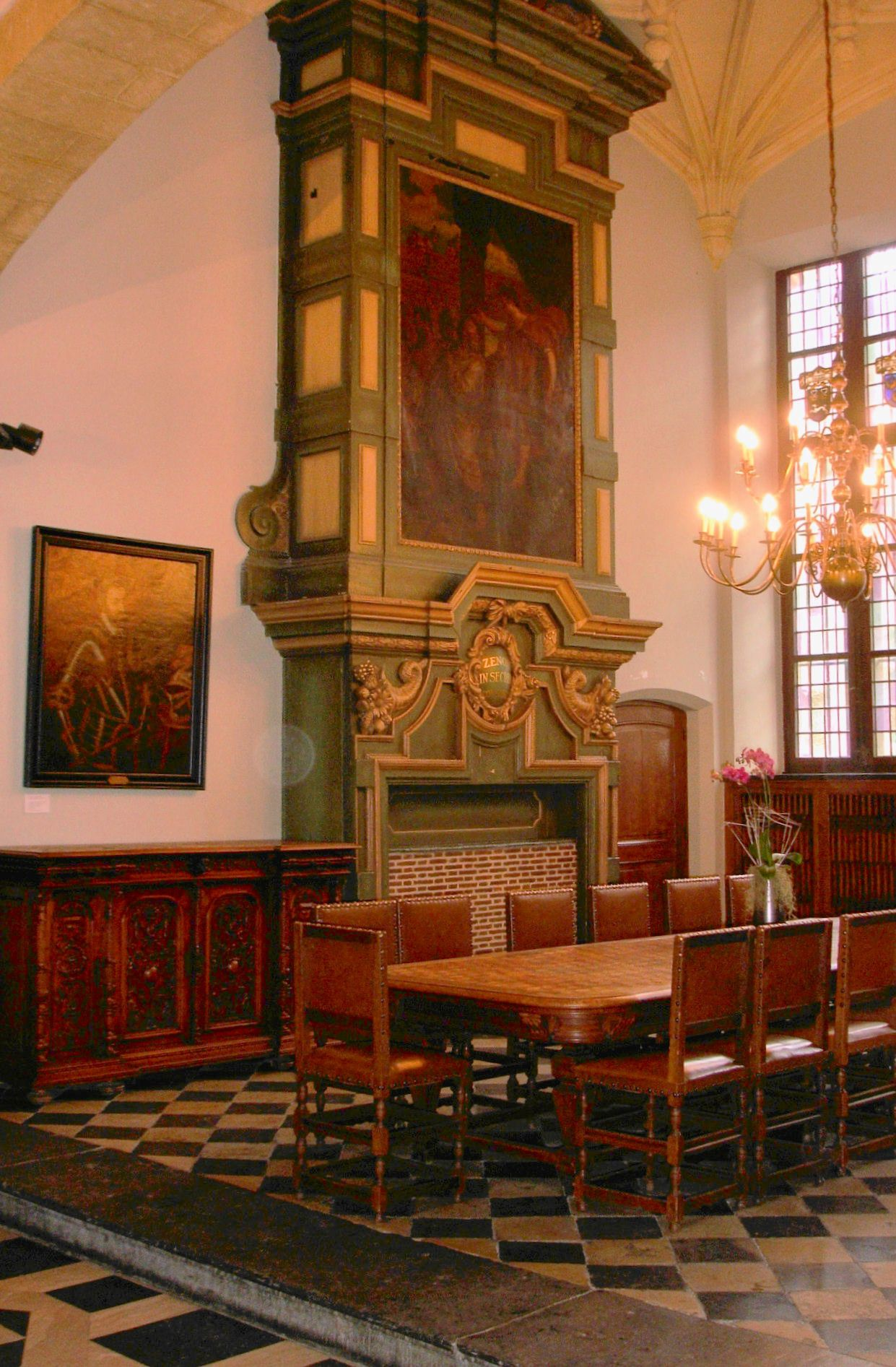
Voormalige kapel van de schepenbank van Gedele
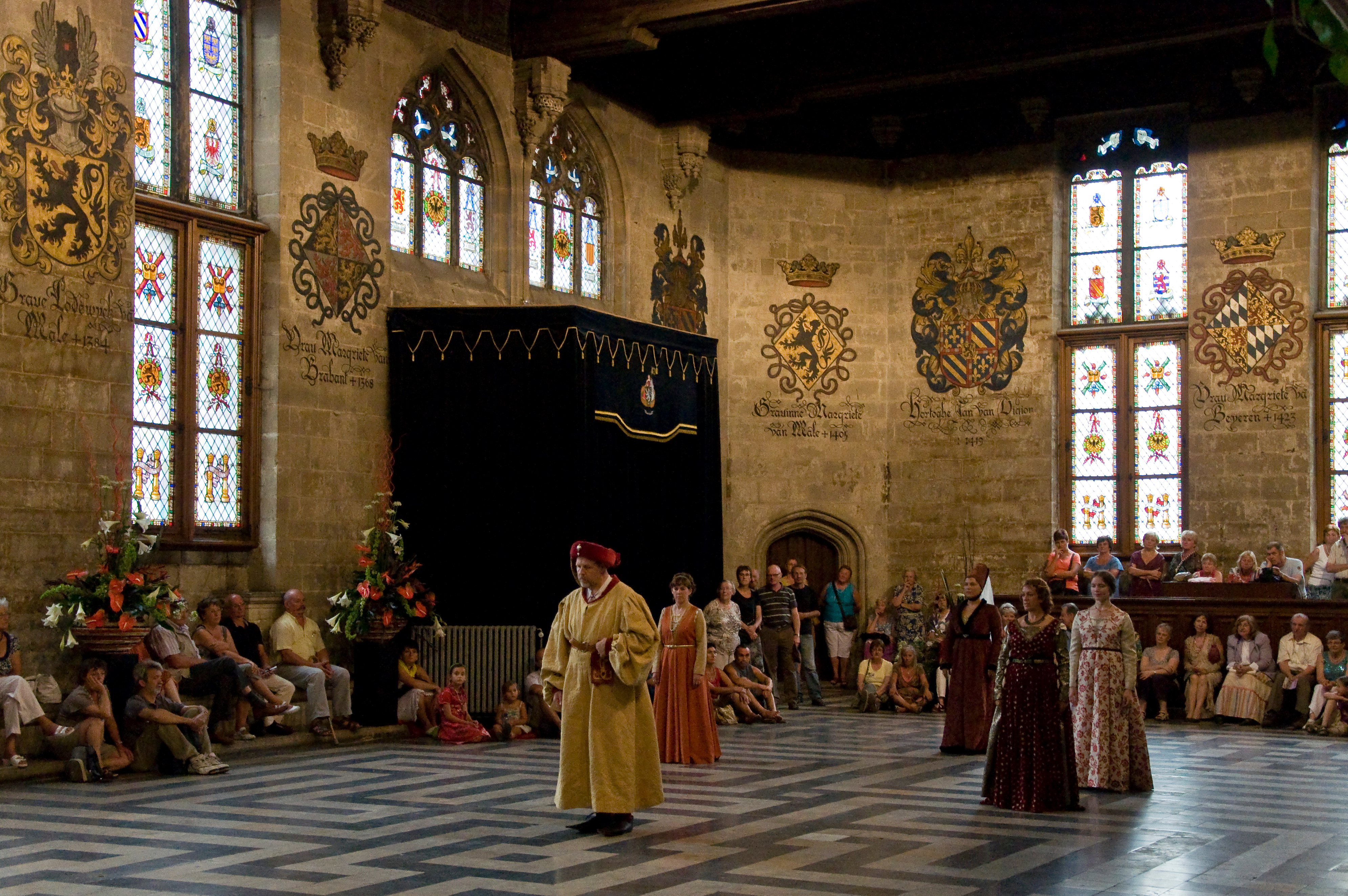
De Pacificatiezaal
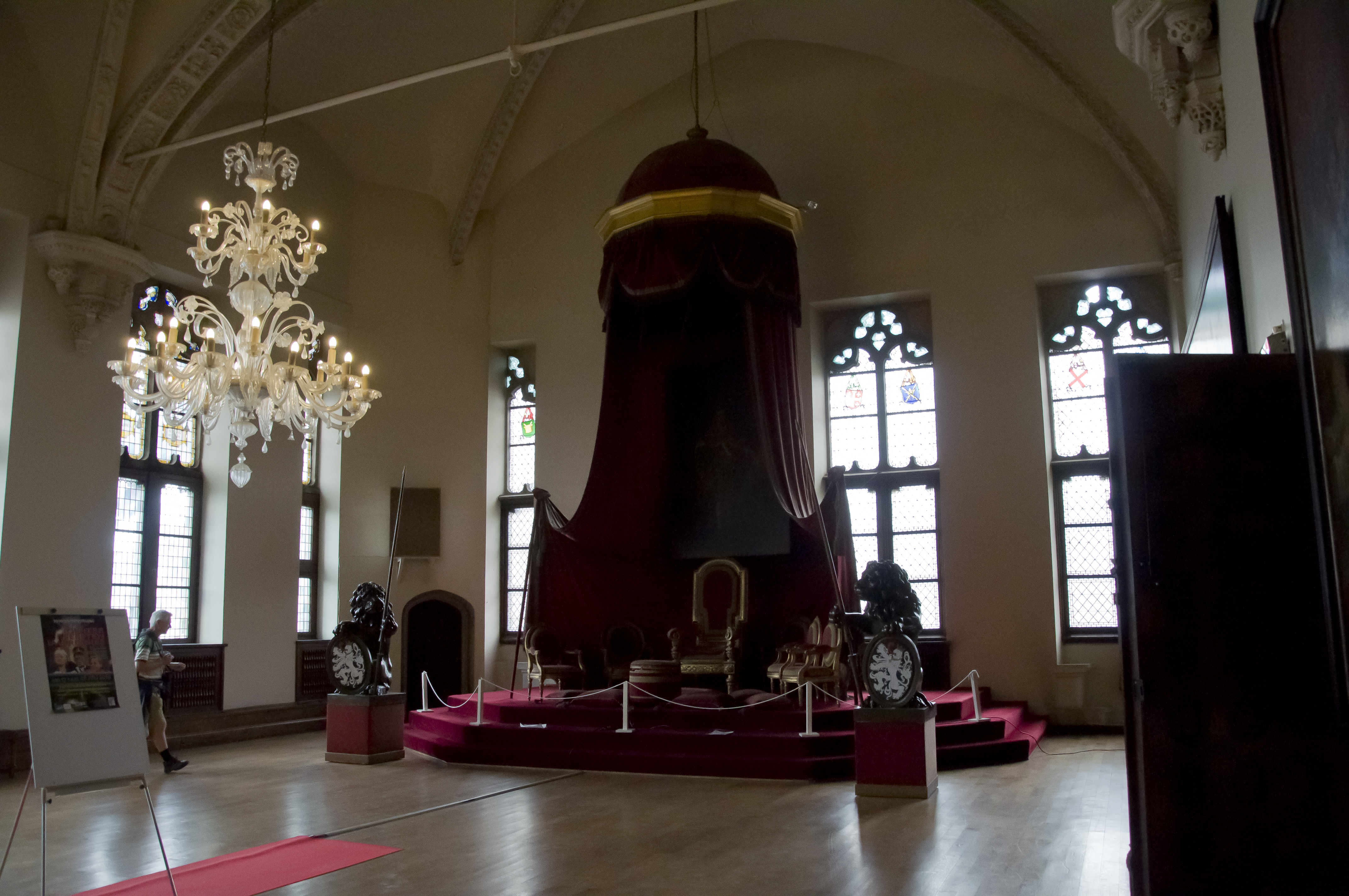
De Troonzaal
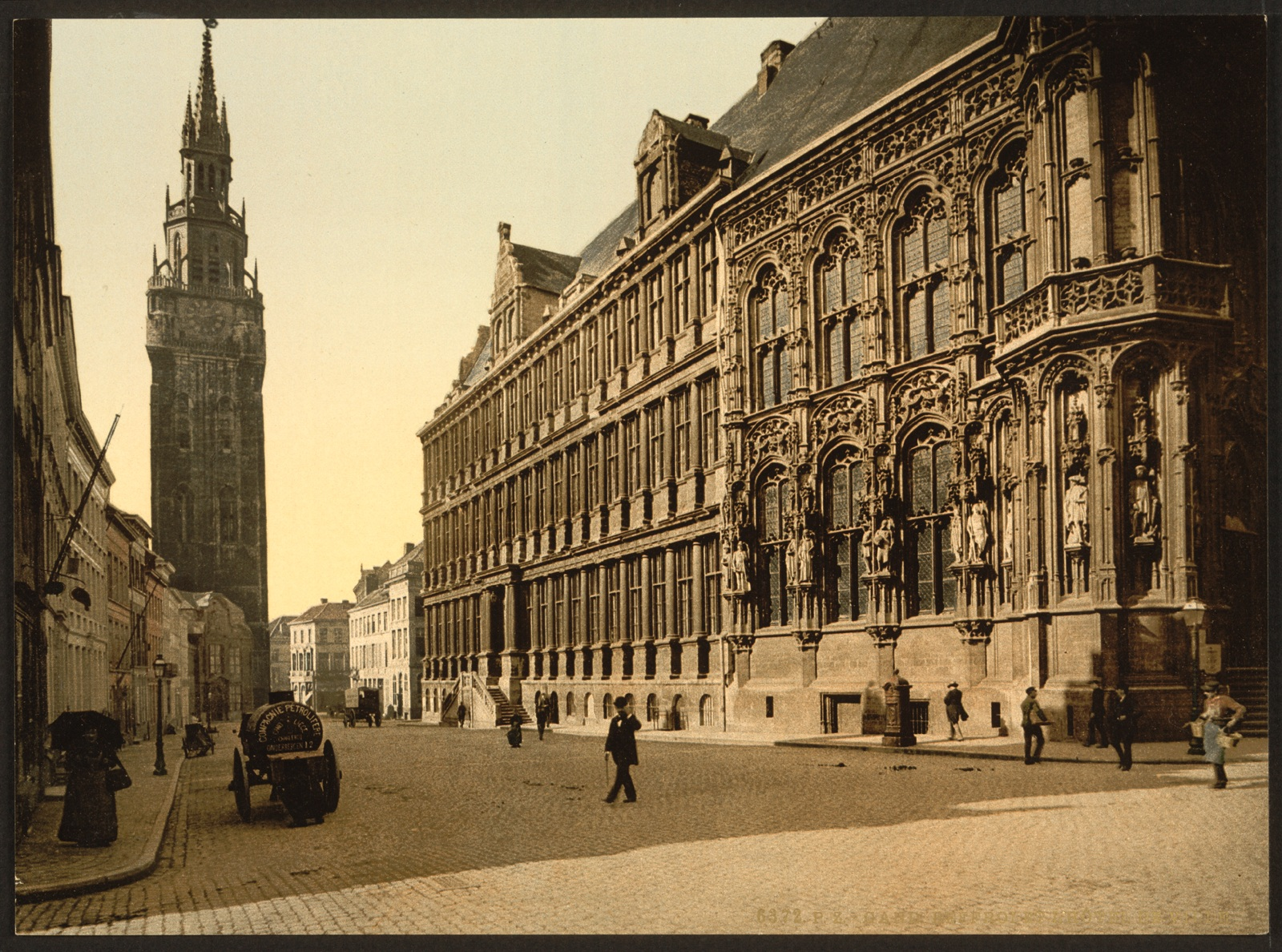
Stadhuis en Belfort